# Nameroke
Nameroke, pleme ili selo američkih Indijanaca porodice Algonquian u dolini rijeke Connecticut u sjevernom Connecticutu. Jedno je od tri u Connecticutu koje je pripadalo konfederaciji Pocomtuc a nalazilo se na području današnjeg okruga Hartford, i na mjestu gdje se danas nalazi grad Enfielda, istočno od Thompsonvillea. Ostala dva Pocomtuc plemena iz Connecticuta bila su Mayawaug i Scitico.